# Saqqarliit
Saqqarliit [ˌsɑqːɑˈɬːiːt] (nach alter Rechtschreibung Sarĸardlît) ist eine wüst gefallene grönländische Siedlung im Distrikt Sisimiut in der Qeqqata Kommunia.

## Lage
Saqqarliit liegt tief im Inneren des Fjordsystems des Ikertooq im südlichen Seitenarm Avalleq. Die nächstgelegene Siedlung ist Sarfannguit 18 km westlich.

## Geschichte
Saqqarliit wurde vor 1875 besiedelt. Ab 1911 gehörte Saqqarliit zur Gemeinde Sarfannguit.
1918 wurden 61 Personen gezählt, weitere 16 lebten im nahegelegenen Wohnplatz Akulleq. Die Bewohner lebten in sechs grönländischen Wohnhäusern. In Saqqarliit befand sich eine knapp 19 m² große Schulkapelle, die als bretterverkleideter Fachwerkbau mit grasbewachsener Torffassade errichtet worden war und äußerst ärmlich aussah. In ihr unterrichteten zwei ungelernte Katecheten. Unter den Bewohnern waren zehn Jäger und neun Fischer. Sie lebten von der Jagd auf Füchse, Robben und der Fischerei.
1923 wurde eine neue Schulkapelle errichtet. In den 1930er Jahren erhielt Saqqarliit einen Laden und zwei Fischhäuser, obwohl es sich nicht um einen Udsted handelte. 1947 erreichte die Einwohnerzahl mit 97 Personen ihr Maximum. Ab 1950 war Saqqarliit Teil der neuen Gemeinde Sisimiut. 1950 lebten noch 77 Menschen in Saqqarliit und 1960 noch 52. Bereits ein Jahr später verließen sämtliche Bewohner den Wohnplatz.